# Віктор Гілевич
Віктор Гілевич, псевдонім «Вовк» (нар. 13 січня 1907, Глухів — пом.10 листопада 1948, табір Кожва) — капітан Війська Польського, начальник 5-го відділу зв'язку Седлецького окружного штабу ZWZ -AK «Sova» — «Jesion» у 1941–1944 роках.

## Життєпис
Народився 13 січня 1907 року в Глухові в родині білостоцького судді Петра та Аделі, уродженої Островської. Петро Гілевич був заарештований НКВД на початку війни, одразу після вступу радянських військ до Польщі, і помер по дорозі до Сибіру 1939 року. Дід Віктора, Целестин Гілевич герба Гржимала, був похований на цвинтарі в Житомирі.
У серпні 1930 року Віктор закінчив піхотну юнкерську школу в Коморові й отримав офіцерське звання. Після закінчення школи служив у 22-му піхотному полку в Седльцах у чині капітана. Воював під час Вересневої кампанії у 22-му піхотному полку «Поморської» армії. Був поранений у ногу у Кампіноському лісі й потрапив у полон. Після арешту перебував у лікарні Польського Червоного Хреста на вул. Смольна 6, звідки на межі листопада та грудня, на прохання дружини, його відпустили додому в Седльце, щоб побачити свого новонародженого сина Марека. Після повернення до Варшави виявилося, що в'язнів із госпіталю евакуювали до так званого офіцерського табору Офлаг у Рейху. Тому він повернувся до Седльце, де вів підпільну діяльність як зв'язковий. У 1941—1944 рр. він був начальником 5-го відділу зв'язку Седлецького окружного штабу ZWZ-AK «Сова» — «Єсьон». Одна з радіостанцій, за яку він відповідав, знаходилася в селі Лепки (ґміна Сьвінярув). Ця радіостанція використовувалася під час окупації, попри неодноразові спроби знайти її за допомогою німецьких літаків Storch. Його обслуговував лейтенант Ян Шклярчик на псевдо «Код».
На рубежі 1942/43 рр. на прохання командування області він наказав створити телеграфний взвод, який незабаром підпорядкував роті «Орбіс» і штабу Армії Крайової. Діяльність взводу охоплювала Седлецьку, Соколівську та Венгрівську області. У «Плутона» було 5-7 приймально-передавальних станцій, у тому числі дві в самому Седльце. Він підтримував зв'язок зі штаб-квартирою в Стенморі, Англія, а з 1943 року в Барі, Італія, звідки надходила інформація про скидання з повітря. У 1944 році радист Ф. Дудевич через Лондон встановив радіозв'язок зі штабом генерала Владислава Андерса в Італії.
Був одним із викладачів на Замінному курсі піхотної резервної кадетської школи в Котуні, який тривав з жовтня 1942 по липень 1943 р. — вів заняття у галузі зв'язку. Курс відкрив комендант округу Седлец, майор Маріан Зварчинський «Земовіт», який призначив командира курсу старший лейтенант Станіслав Радомийський. З середини 1943 року вів заняття зв'язку в таємній юнкерській школі в центрі Морди 6-го Центру Армії Крайової. Організатором і лектором курсу був командир 6-го центру Армії Крайової 2-й лейтенант Віктор Станський «Іскра». Серед інших лекторів були: старший лейтенант Ян Гілевич «Вулкан» і поручик Людвік Скорупка «Груша».
У Седльце, у другій половині травня 1944 р., як комендант зв'язку Єзьонського району, він відповідав за розміщення та страхування радіопередавальної станції, яка працювала протягом 3 днів поблизу Седльца, у селах Нивка та Скорцець, радіооператором був капрал О. Дудевич «Бонк». Звіти стосувалися підйому частин ракети Фау-2, яка 20 травня 1944 року впала і не вибухнула біля Західного Бугу недалеко Клімчиць і Менженіна.
На початку листопада 1944 року був заарештований органами НКВД у рідному домі на вул. Війська Польського в Седльцах. У в'язниці в Седльцах він перебував до 3 січня 1945 року, потім його перевезли на віллу в Отвоцьку, а потім 20 січня 1945 року у в'язницю в Кутно. Суджений НКВД у Кутно — засуджений 23.01.1945 р. на 10 років таборів в СРСР. З 27 січня перебував у в'язниці в Гнєзні, а 2 лютого 1945 р. великим автотранспортом його перевезли до Бреста. З Бреста 3 березня 1945 року потягом через Красноярськ і Канськ вивезений до Сибіру. За інформацією одного з його товаришів по волі, який пережив заслання, він кілька місяців провів у таборі в Жешотах, де в'язні спали по 50 осіб у бараку. Під час подальшого транспортування в глиб Сибіру загинуло 50 осіб. У дорозі в'язням на кілька днів давали по півлітра супу і по два відра води. Вони дійшли до містечка Поконаєвка, де їм дали пилки та молотки та завдання зрізати дерева — норма була 10 м³ деревини на день. У вересні-жовтні 1945 р. його перевезли до іншого табору.
Єдиний лист, що надійшов до країни, був датований 4 березня 1946 року з табору Велика Інта — Кожвінського району — Комі, п'я 223/10 Калонна Оп АРСР. Він написав, що у нього хвороба легенів, і лікарі були здивовані, що він так швидко одужує. Лист був написаний його сестрі в Росії, а потім дійшов до родини в Седльце. За інформацією, отриманою 10 червня 1960 року від Польського Червоного Хреста і підтвердженою 20 січня 1993 року товариством «Меморіал», помер 10 листопада 1948 року в Кожві — одному з виправно-трудових таборів поблизу міста Печора.
11 листопада 1991 року відкрито пам'ятну дошку на церкві св. Станіслава в Седльцах, в пам'ять про вбитих командирів Армії Крайової округу Седльце — також має ім'я капітана Віктора Гілевича.